# Bourbonne-les-Bains

Bourbonne-les-Bains este o comună în departamentul Haute-Marne din nord-estul Franței. În 2009 avea o populație de 2.255 de locuitori.

## Evoluția populației
| An        | 1975  | 1982  | 1990  | 1999  | 2006  | 2009  |
| --------- | ----- | ----- | ----- | ----- | ----- | ----- |
| Populație | 3.095 | 3.022 | 2.764 | 2.495 | 2.275 | 2.255 |